# گونار لیندستروم
گونار لیندستروم (انگلیسی: Gunnar Lindström؛ ۱۱ فوریه ۱۸۹۶ – ۶ اکتبر ۱۹۵۱ (aged 55)) ورزشکار دو و میدانی اهل سوئد بود.
وی در مسابقات کشوری و بین‌المللی در مجموع برندهٔ ۱ مدال نقره شده‌است.